# ワムパム

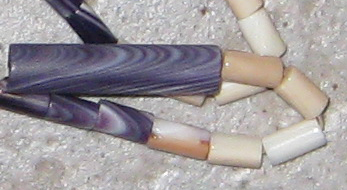
ホンビノスガイとバイ貝で作られたワムパム

ワムパム（Wampum）とはアメリカ先住民が海の貝殻から作ったビーズ状の工芸品。北アメリカの北東部で作られ、歴史の記録や条約の締結、貝貨にも使われた。日本語表記ではウォンパム。やワムプムもある。

## 素材・形状

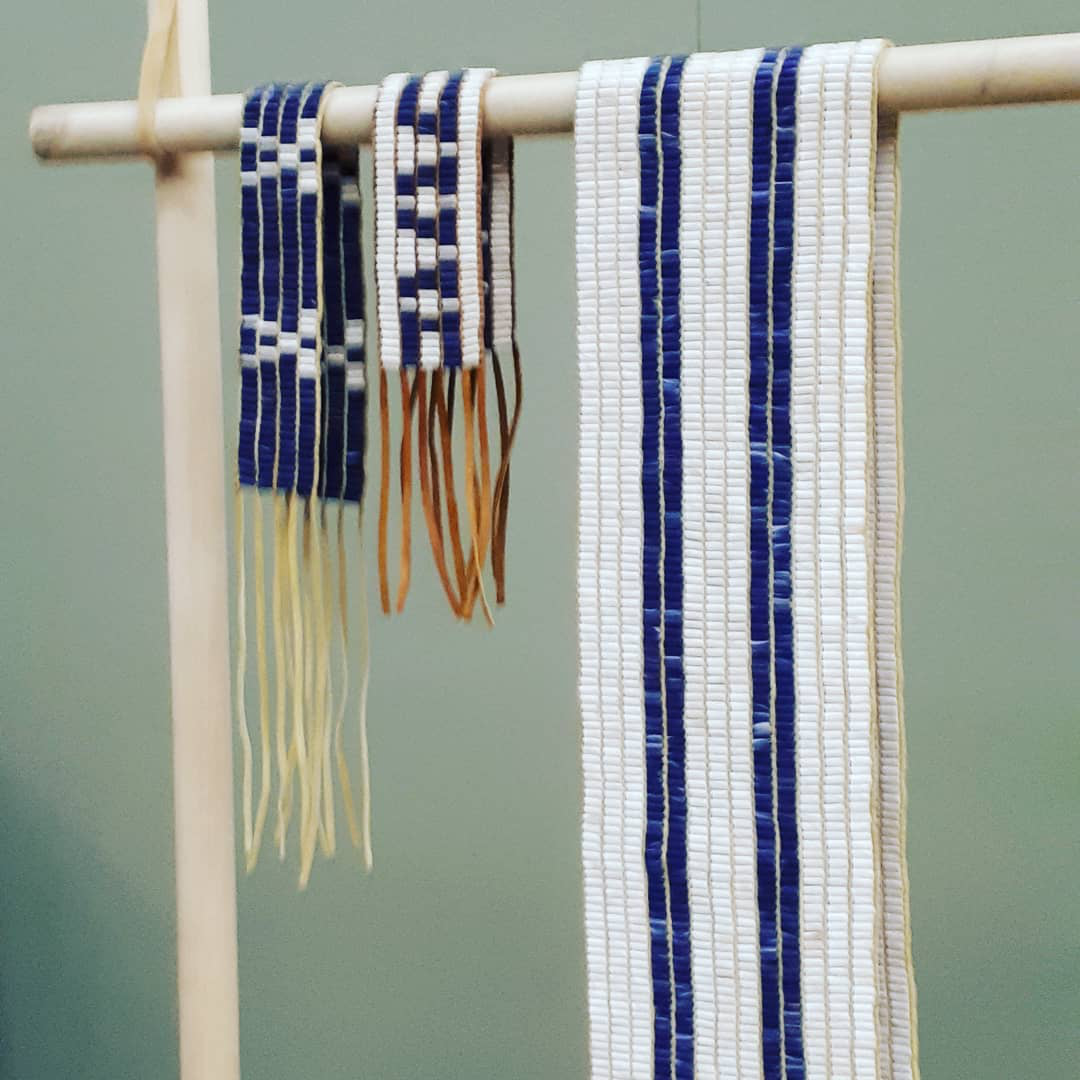
ワムパム・ベルト

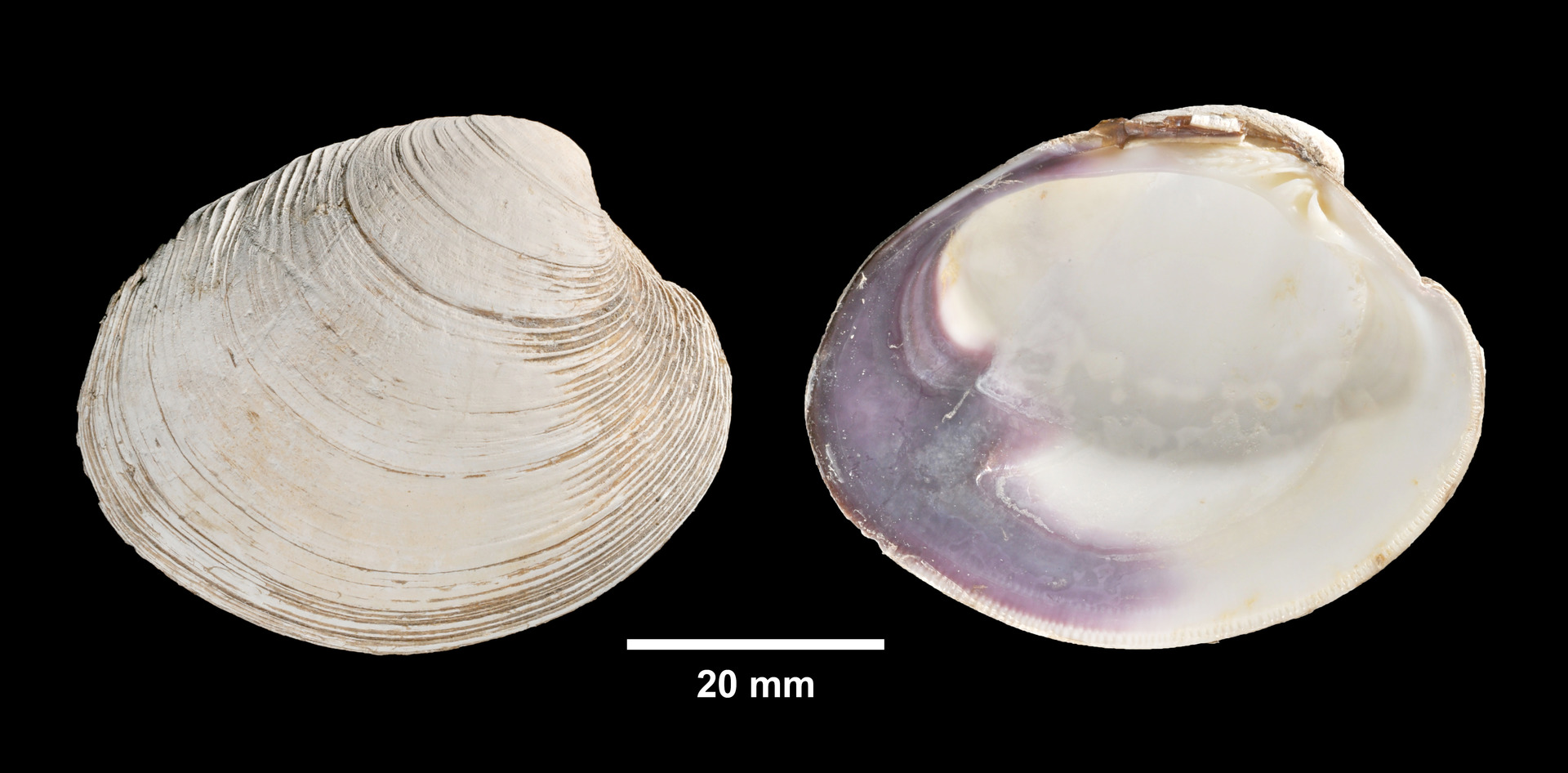
ホンビノスガイの貝殻。貝柱の近くが紫色で、白い部分よりも価値があるとされる

ワムパムは、ナラガンセット語で「クォーホグ」または「北のクォーホグ」と呼ばれるホンビノスガイから作られた。貝殻はビーズに加工され、糸や皮革の紐を通して装身具や衣服の飾りにした。ビーズは円筒形で長さは約8ミリメートル、太さ約3ミリメートルで中央に穴が開けられていた。ホンビノスガイの貝殻は全体的に白く、貝柱の近くは紫色になっており、最も価値の高いワムパムは紫色の部分から作られた。白いビーズはワムピ（wampi）、紫のビーズはサキ（saki）とも呼ばれた。ワムパムは一般に紐で結ばれ、ワムパム・ピーグまたはピーグ、ワムパム・ベルトとも呼ばれた。
ヨーロッパからの植民地人によってもワムパムが作られた。貝殻に厚みがある巻貝などを材料として、内側のピンクの部分を細長いビーズにした。このビーズはヘア・パイプと呼ばれて先住民も胸飾りなどに使った。

## 用途

イロコイ連邦の旗は、「大いなる法」を記録したワムパム・ベルトを意匠としている

### 社会的な使用

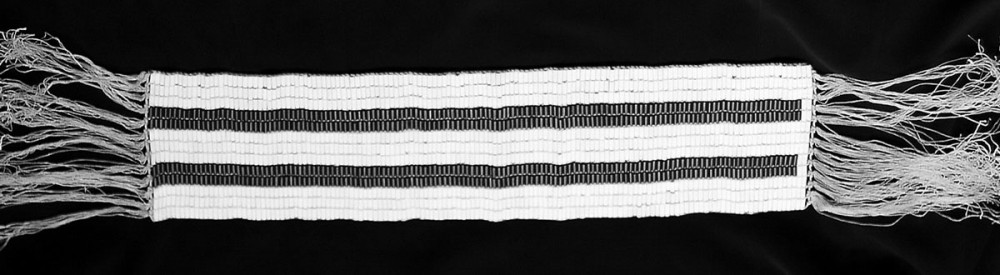
先住民とヨーロッパ植民地人との合意のシンボルとなったワムパム。２つの紫の線は先住民と植民地人の船を表す

北米大陸にヨーロッパ人が来る前には、先住民の国家が連合体を形成していた。先住民の社会でワムパムは宗教的・社会的慣習による価値があった。2024年現在のニューヨーク州北部やセントローレンスバレーに位置したイロコイ連邦は、ワムパム・ベルトを歴史の記録、条約の締結、特別な出来事の記録、贈り物として使った。伝承によれば、グレート・ピースメイカーと呼ばれたワイアンドット族のデガナウィダとモホーク族のハイアワサが、部族間抗争を抑えるためにイロコイ連邦を結成した。モホーク族、オナイダ族、オノンダーガ族、カユーガ族、セネカ族の5部族で連邦が構成され、のちにタスカローラ族が加わった。連邦の基本法である大いなる法もワムパムに記録された。
紫と白の2色を使ったカス・ウェン・サ（kas-wen-tha）と呼ばれるベルトは、イロコイがヨーロッパからの入植者を歓迎するために使われた。「私たちは親子ではなく兄弟のような関係になろう」という合意を表現しており、２つの紫の線は先住民と植民地人の船を指し、互いに邪魔をせずに並んで進むという意味があった。

### 貨幣
先住民はワムパムを富の象徴としても考えていた。ナラガンセット族がワムパムを生み出し、ロング・アイランドのメトアック族が大規模に生産した。これら海岸地域の先住民は、モホーク族をはじめとする内陸の集団の毛皮とワムパムを交換したり、貢物としてワムパムを贈ったりした。指導者は兵士に対する報酬としてもワムパムを与えることがあった。ワムパムは誰にでも作れるため鋳造権のような特権はなかった。
ヨーロッパからの入植による北アメリカ植民地でも、ワムパムは貝貨として使われた。植民地の草創期には植民地全土で流通し、ニューイングランド植民地群と中部植民地群が流通の中心となった。理由としては、(1) 鋳造された硬貨が不足していた。(2) 商品生産が増えたために媒介物の必要性が高まった。(3) デフレーション的な貨幣危機下で物価の暴落を防ぐ必要があった。(4) アメリカ先住民との一時的な共存関係があった、などの理由があった。
1627年にニューイングランド植民地でワムパムが使われ始め、オランダ西インド会社のイサク・ド・ラジェール（Issac De Rasieres）がプリマス植民地に導入した。これらのワムパムはロング・アイランドで作られたもので、先住民と植民地人の交易で貨幣として使われた。先住民はワムパムを武器、アルコール、衣類等と交換した。植民地人は先住民から手に入れたワムパムを、他の先住民とのビーバーの毛皮交易や、鹿肉、トウモロコシなどの交換に使った。また、ワムパムと引き換えに先住民の労働力や兵力も使った。土地の購入にもワムパムが使われ、1657年には植民地人がナラガンセット湾のコナニィカット島をワムパムで購入した記録がある。
先住民と植民地人の交易に使われていたワムパムは、植民地人同士の取引でも使われるようになった。
1637年のニューイングランドでは、ワムパグピーグは6個あたり1ペンスとして政府機関への支払手段に認められ、1641年に法定通貨となった。商品の購入、納税、労賃の支払いなどに使えるようになり、ニューネーデルラント、ニュージャージー植民地、ペンシルバニア植民地なども同様の状況となった。1660年代以降に植民地人の経済が自立していくにつれて先住民に依存する必要がなくなり、貨幣としてのワムパムは消えていった。

## 類似の文化
アメリカ大陸の大西洋岸では、古くから貝殻が装飾品だった。カリフォルニアの中部と南部にあたる地域では、小型のマクラガイが約9000年にわたって装飾に使われていた。また、マクラガイは16世紀から19世紀にかけて東岸部で貝貨としても使われた。
アメリカ大陸の太平洋北岸ではツノガイから作られたビーズも貴重とされ、貝貨としても使われた。ミゾコブシボラから作られる白いビーズの貝貨もあった。ホンビノスガイの近縁にあたるアイスランドガイもクラムチャウダーなどの食用になるが貝貨にはならない。